# Dmitri Cheryshev
Dmitri Nikolaïevitch Cheryshev (en russe : Дми́трий Никола́евич Че́рышев ; en français : Dimitri Nikolaïevitch Tcherychev) est un ancien footballeur international russe né le 11 mai 1969 à Gorki, aujourd'hui Nijni Novgorod, en Union soviétique. Reconverti comme entraîneur, il dirige actuellement l'équipe première du Ravshan Kulob.
Il est le père de Denis Cheryshev, lui aussi footballeur international russe.

## Biographie

### Carrière en club
Cheryshev naît à Gorki, ville où il passe toute sa jeunesse, intégrant notamment l'équipe locale du Torpedo avant d'être recruté par le Khimik Dzerjinsk en 1986, où il fait ses débuts professionnels la même année au sein de la troisième division soviétique en disputant dix matchs pour un but inscrit à l'âge de 17 ans. Il joue ensuite une quinzaine de matchs pour deux buts marqués lors de la saison 1987 avant de partir faire son service militaire. À son retour de l'armée, Cheryshev s'engage avec le Lokomotiv Nijni Novgorod, club de deuxième division où il s'impose rapidement comme titulaire, inscrivant notamment sept buts en 1991 tandis que le club est promu dans la nouvelle première division russe en 1992 après la disparition de l'Union soviétique. Pour sa première saison dans l'élite, il dispute dix-huit matchs et inscrit quatre buts lors de la deuxième phase de la compétition, incluant un doublé contre le CSKA Moscou le 31 octobre 1992.
À l'issue de cette dernière saison, il est recruté par le Dynamo Moscou en début d'année 1993. Sa première saison au club le voit disputer vingt-deux matchs et marquer sept buts, incluant notamment un triplé contre le Luch Vladivostok le 14 octobre 1993 à l'occasion d'une victoire 7-1 des siens, tandis que le Dynamo termine troisième du championnat. Il découvre la même année les compétitions européennes en prenant part à la Coupe UEFA 1993-1994, où l'équipe est cependant éliminée d'entrée par l'Eintracht Francfort. Devenant par la suite un titulaire régulier, il inscrit huit buts en championnat lors de la saison 1994 qui voit son équipe atteindre la deuxième place loin derrière le Spartak Moscou et prend à nouveau part à la campagne du Dynamo en Coupe UEFA, où il inscrit trois buts en quatre matchs, un doublé contre le RFC Sérésien et un autre contre le Real Madrid, ce dernier club éliminant finalement les siens à l'issue du deuxième tour. Il prend également part à la campagne du club en Coupe de Russie qui débouche sur la victoire du Dynamo en juin 1995, bien que Cheryshev ne participe pas à la finale. Cela lui permet ainsi prend part entre 1995 et 1996 à la Coupe des coupes où le Dynamo atteint le stade des quarts de finale avant d'être vaincu par le Rapid Vienne. L'année 1996 s'avère par ailleurs la plus prolifique de sa carrière, le joueur inscrivant dix-sept buts en championnat, ce qui lui permet de se classer troisième au classement des buteurs.
Peu après la fin de la saison 1996, Cheryshev est recruté par le club espagnol du Sporting de Gijón au mois de novembre 1996. Il s'y impose rapidement comme titulaire et inscrit huit buts pour sa première saison en première division espagnole, aidant l'équipe au maintien. La saison suivante est cependant désastreuse et le Sporting termine largement dernier du championnat et est relégué en deuxième division. Il décide malgré cela de rester au club où il reste trois saisons entre 1998 et 2001, disputant plus d'une centaine de matchs et inscrivant 33 buts en championnat durant cette période. Il rejoint par la suite le Burgos CF lors de la saison 2001-2002 où il joue une vingtaine de matchs avant de terminer sa carrière l'année suivante sur un bref passage en cinquième division avec le Real Aranjuez CF (en), raccrochant définitivement les crampons à l'âge de 34 ans.

### Carrière internationale
Cheryshev fait ses débuts internationaux sous les couleurs de la Communauté des États indépendants lors d'un match amical contre les États-Unis le 25 janvier 1992. Il dispute ses deux seuls autres matchs avec cette sélection en l'espace d'une semaine, affrontant le Salvador le 29 janvier puis les États-Unis à nouveau le 2 février. Il ne prend pas part à l'Euro 1992. Il dispute son premier match avec la sélection russe deux ans plus tard, une nouvelle fois contre les États-Unis le 29 janvier 1994. Avec la Sbornaïa il est capé à dix reprises, disputant quatre matchs de qualification pour l'Euro 1996 puis pour la Coupe du monde 1998, et marquant son unique but contre Saint-Marin le 7 juin 1995.

### Carrière d'entraîneur
Peu avant la fin de sa carrière de joueur en 2003, Cheryshev occupe brièvement le poste d'entraîneur-joueur avec le Real Aranjuez. Il poursuit par la suite ses études pour devenir entraîneur, décrochant une licence Pro de l'UEFA en 2006. C'est cette même année qu'il déménage à Madrid, devenant entraîneur dans les équipes de jeunes du Real Madrid où évolue notamment son fils Denis.
Il devient brièvement directeur du football au Sibir Novossibirsk entre décembre 2010 et juin 2011 avant de devenir entraîneur principal du Volga Nijni Novgorod pour la saison 2011-2012. Sous ses ordres, l'équipe parvient notamment à se maintenir en première division et à atteindre les demi-finales de la Coupe de Russie. Il quitte cependant le club à l'issue de la saison.
Cheryshev est par la suite nommé entraîneur de l'équipe des jeunes du Zénith Saint-Pétersbourg en juillet 2013, avec qui il prend notamment part à la première édition de l'UEFA Youth League, où le Zénith termine dernier de son groupe avec un seul point en six matchs. Il quitte son poste en mai 2014.
En octobre 2014, il est nommé entraîneur du club kazakh de l'Irtych Pavlodar. Il est renvoyé dès le mois de mai 2015 alors que l'équipe se trouve dixième du championnat après dix journées. Il intègre le staff d'Unai Emery au FC Séville le mois suivant.
En juin 2016, Cheryshev est nommé entraîneur principal du Mordovia Saransk, tout juste relégué de première division. Il est renvoyé à la fin du mois de janvier 2017 alors que le club pointe à la dix-huitième place de la deuxième division.
Il devient entraîneur principal du FK Nijni Novgorod en juillet 2018. Il s'y voit alors donné l'objectif de faire monter le club en première division d'ici à la fin de l'exercice 2019-2020. Pour sa première saison, il parvient à amener l'équipe à la quatrième place du championnat et à la qualifier pour les barrages, mais ne parvient par la suite pas à l'emporter face au Krylia Sovetov Samara et échoue ainsi à la promotion. Après des débuts décevants lors de la saison 2019-2020 qui voient le club se placer onzième après 17 journées, Cheryshev est démis de ses fonctions le 15 octobre 2019.
En septembre 2021, il est le favori pour prendre la tête du club suédois de l'AFC Eskilstuna, dirigeant même une séance d'entraînement le 21 septembre. À l'issue de celle-ci, il décide cependant de ne pas poursuivre, citant notamment le nombre importants de changements à effectuer alors que la saison approche de son terme ainsi que la barrière de la langue.

## Statistiques

### En tant que joueur
| Saison                | Club                     | Championnat           | Championnat | Championnat | Coupe(s) nationale(s) | Coupe(s) nationale(s) | Compétition(s) continentale(s) | Compétition(s) continentale(s) | Compétition(s) continentale(s) | Total | Total |
| Saison                | Club                     | Division              | M.          | B.          | M.                    | B.                    | Comp.                          | M.                             | B.                             | M.    | B.    |
| 1986                  | Khimik Dzerjinsk         | D3                    | 10          | 1           | -                     | -                     | -                              | -                              | -                              | 10    | 1     |
| 1987                  | Khimik Dzerjinsk         | D3                    | 15          | 2           | -                     | -                     | -                              | -                              | -                              | 15    | 2     |
| Sous-total            | Sous-total               | Sous-total            | 25          | 3           | -                     | -                     | -                              | -                              | -                              | 25    | 3     |
| 1990                  | Lokomotiv Nijni Novgorod | D2                    | 27          | 3           | -                     | -                     | -                              | -                              | -                              | 27    | 3     |
| 1991                  | Lokomotiv Nijni Novgorod | D2                    | 34          | 7           | -                     | -                     | -                              | -                              | -                              | 34    | 7     |
| 1992                  | Lokomotiv Nijni Novgorod | D1                    | 18          | 4           | 1                     | 0                     | -                              | -                              | -                              | 19    | 4     |
| Sous-total            | Sous-total               | Sous-total            | 79          | 14          | 1                     | 0                     | -                              | -                              | -                              | 80    | 14    |
| 1993                  | Dynamo Moscou            | D1                    | 22          | 7           | 2                     | 0                     | C3                             | 2                              | 0                              | 26    | 7     |
| 1994                  | Dynamo Moscou            | D1                    | 24          | 8           | 2                     | 0                     | C3                             | 4                              | 3                              | 30    | 11    |
| 1995                  | Dynamo Moscou            | D1                    | 27          | 5           | 4                     | 1                     | C2                             | 4                              | 0                              | 35    | 6     |
| 1996                  | Dynamo Moscou            | D1                    | 31          | 17          | 2                     | 2                     | C2+C3                          | 2+2                            | 0                              | 37    | 19    |
| Sous-total            | Sous-total               | Sous-total            | 104         | 37          | 10                    | 3                     | -                              | 14                             | 3                              | 128   | 43    |
| 1996-1997             | Sporting de Gijón        | D1                    | 28          | 8           | 2                     | 0                     | -                              | -                              | -                              | 30    | 8     |
| 1997-1998             | Sporting de Gijón        | D1                    | 27          | 6           | 2                     | 1                     | -                              | -                              | -                              | 29    | 7     |
| 1998-1999             | Sporting de Gijón        | D2                    | 36          | 13          | 7                     | 4                     | -                              | -                              | -                              | 43    | 17    |
| 1999-2000             | Sporting de Gijón        | D2                    | 30          | 13          | 2                     | 0                     | -                              | -                              | -                              | 32    | 13    |
| 2000-2001             | Sporting de Gijón        | D2                    | 37          | 7           | 1                     | 0                     | -                              | -                              | -                              | 38    | 7     |
| Sous-total            | Sous-total               | Sous-total            | 158         | 47          | 14                    | 5                     | -                              | -                              | -                              | 172   | 52    |
| 2001-2002             | Burgos CF                | D2                    | 23          | 1           | 1                     | 0                     | -                              | -                              | -                              | 24    | 1     |
| Sous-total            | Sous-total               | Sous-total            | 23          | 1           | 1                     | 0                     | -                              | -                              | -                              | 24    | 1     |
| Total sur la carrière | Total sur la carrière    | Total sur la carrière | 389         | 102         | 26                    | 8                     | -                              | 14                             | 3                              | 429   | 113   |

### En tant qu'entraîneur
| Volga Nijni Novgorod | 16 juin 2011     | 6 juin 2012      | 38  | 11 | 6  | 21 | 28,9 |
| Irtych Pavlodar      | 27 octobre 2014  | 8 mai 2015       | 14  | 2  | 6  | 6  | 14,3 |
| Mordovia Saransk     | 3 juin 2016      | 29 janvier 2017  | 26  | 7  | 4  | 15 | 26,9 |
| FK Nijni Novgorod    | 11 juillet 2018  | 16 octobre 2019  | 62  | 28 | 14 | 20 | 45,2 |
| FC Santa Coloma      | 22 juillet 2022  | 19 novembre 2023 | 46  | 26 | 9  | 11 | 56,5 |
| Chinnik Iaroslavl    | 22 décembre 2023 | en cours         | 3   | 1  | 0  | 2  | 33,3 |
| Total                | Total            | Total            | 189 | 75 | 39 | 75 | 39,7 |